# 邢國公主
邢國公主（？—1084年），為北宋第六代皇帝宋神宗的皇女。母亲是林贤妃。
元豐七年（1084年）正月薨逝，追封申國公主。宋徽宗即位后，于元符三年（1100年）三月，追封姐姐为邢國長公主。后改公主为帝姬，政和四年（1114年）十二月，改封賢令長帝姬。